# 赵惠民
赵惠民，中华人民共和国政治人物、外交官。1990年，担任中华人民共和国驻中非大使。1992年，接替祝有容担任中华人民共和国驻贝宁大使。1996年，由段春来接任。